# Attaque du bâtiment de l'Assemblée nationale de Corée du Sud de 2019
L'attaque du bâtiment de l'Assemblée nationale de Corée du Sud de 2019 est survenue le 16 décembre 2019 lorsque des partisans du Parti de la liberté de Corée, de Notre Parti républicain et des unités de Taegeukgi (en) ont tenté d'entrer dans le bâtiment de l'Assemblée nationale de Corée du Sud.

## Attaque
Le 16 décembre 2019, le Parti de la liberté de Corée, le principal parti conservateur coréen, a organisé Le concours pour condamner la révision de la loi CIO (en) et de la loi électorale (coréen :  공수처법·선거법 날치기 저지 규탄대회) avec l'équipe Taegeukgi et illégalement envahi l'Assemblée nationale le même jour. Devant l'Assemblée nationale, ils ont fait usage de violence en crachant sur des membres du Parti de la justice, en leur saisissant les cheveux et en les secouant. Ils ont également agressé Sul Hoon, membre du Parti démocratique de Corée,,.
Deux ans plus tard, les médias sud-coréens ont comparé l'incident à l'attaque du Capitole des États-Unis en 2021. Lors de l'attaque américaine, cependant, les législateurs n'ont pas été victimes de violence physique directe,,.